# Гровенор, Джеральд, 6-й герцог Вестминстер
Джеральд Кавендиш Гровенор, 6-й герцог Вестминстер (англ. Major General Gerald Cavendish Grosvenor, 6th Duke of Westminster; 22 декабря 1951 — 9 августа 2016) — британский аристократ, землевладелец, бизнесмен, филантроп, генерал территориальной армии и пэр.
Единственный сын Роберта Гровенора, 5-го герцога Вестминстера (1910—1979), и Виолы Литтелтон (1912—1987). Он был председателем правления компании «Grosvenor Group». В первом в истории издании The Sunday Times Rich List, опубликованном в 1989 году, он был признан вторым самым богатым человеком в Соединенном Королевстве с состоянием в 3,2 миллиарда фунтов стерлингов (примерно 8,02 миллиарда фунтов стерлингов по сегодняшней стоимости) после королевы Великобритании.
Родившись в Северной Ирландии, Гровенор переехал с острова в центре Нижнего Лох-Эрна, чтобы получить образование в пансионах Саннингдейла и Харроу на юге Англии. После проблемного образования он покинул школу с двумя уровнями О. Он поступил в Королевскую Военную академию в Сандхерсте, и служил в Территориальной армии, где был повышен до генерал-майора в 2004 году.
Он унаследовал в 1979 году родовые титулы и владения, став самым богатым застройщиком в Великобритании и одним из крупнейших в стране землевладельцев, имеющих собственность в Эдинбурге, Ливерпуле, Оксфорде, Кембридже, Саутгемптоне и Чешире, включая семейную загородную резиденцию (Итон-Холл), а также 300 акров (0.47 кв. миль) Мэйфер и Белгравия в Лондоне. Согласно богатому списку Sunday Times в 2016 году герцог стоил 9,35 миллиарда фунтов стерлингов, что поставило его на шестое место в списке и сделало третьим самым богатым британским гражданином.
Герцог умер 9 августа 2016 года после перенесенного сердечного приступа. Затем титул перешел к его сыну Хью.

## Ранняя жизнь
Родился 22 декабря 1951 года в городе Ома, графство Тирон, Северная Ирландия. В детстве герцог жил на острове на озере Нижнее Лох-Эрн в Ольстере (Эли-Лодж, Блейни, графство Фермана). Его раннее образование было в Северной Ирландии, прежде чем в возрасте 7 лет он был отправлен в школу-интернат в Саннингдейле, а затем в Харроу. Из-за своего ольстерского акцента герцог поначалу изо всех сил старался вписаться в общество, и даже после того, как его «вытравили» из него, ему было трудно заводить друзей. Несчастный в школе-интернате, его образование пострадало. Он окончил школу с двумя О-уровнями по истории и английскому.

## Семья и другие предприятия
Первая застройка семьи Гровенор была в Мейфэре, в центре Лондона, в начале XVIII века. Второе крупное развитие произошло около 100 лет спустя в другой эксклюзивной части Лондона — Белгравии, построенной семьей после окончания наполеоновских войн и преобразования Букингемского дворца — всего в одной миле к востоку. После развития двух частей центрального Лондона семейный бизнес расширился.
Во второй половине XX века бизнес расширился на Америку и в 1950-х годах развил остров Аннасис и Ванкувер, оба в Британской Колумбии на западе Канады.
Семейный бизнес начал развиваться в Австралии в 1960-х годах. Они переехали в Азию в начале 1990-х годов и в континентальную Европу незадолго до начала тысячелетия. В апреле 2000 года фирма переехала в новый лондонский офис. Бизнес возглавлял сам 6-й герцог Вестминстер, который был председателем попечителей.
Герцог также был директором Claridge’s Hotel с 1981 по 1993 год и Marcher Sound с 1992 по 1997 год.

## Титулы
6-й герцог Вестминстер (с 19 февраля 1979 года), 8-й маркиз Вестминстер (с 19 февраля 1979), 9-й граф Гровенор (с 19 февраля 1979), 15-й баронет Гровенор из Итона, графство Чешир (с 19 февраля 1979), 9-й барон Гровенор из Итона, графство Чешир (с 19 февраля 1979), 9-й виконт Белгрейв (с 19 февраля 1979 года).

## Военная карьера
Как граф Гровенор он вступил в Территориальную армию в 1970 году в качестве солдата, семейные обязанности по наследству вынудили его отказаться от карьеры в регулярной армии в 9/12-м уланском полку . После поступления в RMA Sandhurst в 1973 году он стал курсантом, а 13 мая 1973 года был назначен вторым лейтенантом в территориальный и армейский добровольческий резерв Королевского бронетанкового корпуса (Queen’s Own Yeomanry). Он получил звание лейтенанта 13 мая 1975 года и капитана 1 июля 1980 года. Он был произведён во бревет-майора 1 января 1985 года и в основной чин 22 декабря. В 1982 году он был назначен заместителем лейтенанта Чешира (DL).
Получив звание подполковника 1 апреля 1992 года, он впоследствии командовал Североирландским конным полком, Чеширским йоменским эскадроном, основанным его предками, и королевским йоменским эскадроном. 31 декабря 1994 года он получил звание полковника и был назначен почетным полковником 7-го полка армейского авиационного корпуса (1 января 1996 года) и учебного корпуса офицеров Нортумбрийского университета (30 ноября 1995 года). Получив звание бригадира 17 января 2000 года, он также был назначен почетным полковником Королевского мерсийского и ланкастерского йоменского полка 14 мая 2001 года. Он также был назначен главнокомандующим канадского Королевского вестминстерского полка, Североирландского конного полка и полковником-комендантом йоменри.
Герцог был великим приором Английского Приората Военного и Госпитальерского Ордена Святого Лазаря Иерусалимского в 1995—2001 годах. В 2004 году назначен на новую должность помощника начальника штаба обороны (запасы и кадеты) с повышением в звании генерал-майора. В марте 2007 года, проработав в Министерстве обороны в качестве помощника CDS в течение четырех лет, он передал ответственность за 50 000 резервистов и 138 000 курсантов генерал-майору Саймону Лалору после скандала с проституцией Элиота Спитцера, в котором также был замешан герцог Вестминстер. Герцог стал заместителем командующего сухопутными войсками (запасом) в мае 2011 года. Уволился из Вооруженных сил Великобритании в 2012 году.

## Благотворительная деятельность
Герцог был президентом BLESMA с 1992 года, Благотворительного фонда Йоменри с 2005 года, национальным вице-президентом Королевского британского легиона с 1993 года, Трастом Улисса резервных сил с 1995 года, Общества Незабытых с 2004 года и председателем Nuffield Trust for the Forces of the Crown с 1992 года до самой его смерти. Он был вице-президентом Королевского музыкального фонда инженеров в 1990—1994 годах.
В 2011 году, уже профинансировав технико-экономическое обоснование, герцог приобрел поместье в Стэнфорд-холле, Ноттингемшир, чтобы сделать возможным создание Национального центра обороны и реабилитации (DNRC) для оказания высококачественной помощи военным жертвам. Работа над проектом стоимостью 300 млн фунтов стерлингов началась в апреле 2016 года и была завершена в 2018 году, чтобы заменить тех, кто находится в Хедли-Корт. Герцог продолжал активно участвовать в проекте до своей смерти.
Он был вице-президентом Королевского института объединенных служб с 1993 по 2012 год, президентом Танкового музея в Бовингтоне с 2002 года и членом Комитета Национального музея Армии с 1988—1997 годов и с 2013 года до своей смерти.

## Деятельность в области образования

### Ректорская работа
Несмотря на свои плохие образовательные достижения, герцог Вестминстер получил несколько почетных степеней и стипендий в дальнейшей жизни и проявлял активный интерес к молодежи. С 1976 по 1993 год он был директором Международного студенческого фонда, с 1986 по 1993 год — проректором Кильского университета, с 1992 по 2002 год — ректором Манчестерского Метрополитен-университета, а в 2005 году впервые был назначен ректором Честерского университета и проработал там до самой своей смерти.

### Ученые степени
- В 1990 году он получил почетную степень доктора права в Университете Кила[27]
- В 1990 году он получил почетную стипендию Ливерпульского политехнического института[7]
- В 1993 году он получил почетную степень доктора литературы Манчестерского Метрополитен-университета[7]
- В 2000 году он получил почетную степень доктора литературы в Солфордском университете[7]
- В 2000 году он получил почетную степень доктора права в Честерском университете
- В 2001 году он получил почетную стипендию от Университета Центрального Ланкашира[7]
- В 2013 году он был удостоен почетной степени Университета Харпера Адамса[28]

## Спортивные интересы и природоохранная деятельность
Его основными личными развлечениями были полевая стрельба и рыбалка. Он занимал пост президента Британской ассоциации стрельбы и охраны природы с 1992 по 2000 год, президента треста охраны дичи и дикой природы в 2000—2001 годах и вице-президента после этого, а также Атлантического лососевого треста с 2004 года и до своей смерти.
Он был членом крикетного клуба Мэрилебон и Королевского яхтенного эскадрона, а также президентом крикетного клуба округа Вустершир в 1984—1986 годах и Молодежного спортивного треста в 1996—2004 годах.
С 1998 года он был президентом комитета по планированию Игр Содружества 2002 года в Манчестере, а с 1991 по 1994 год был директором комитета, созданного для координации планируемых Летних Олимпийских игр 2000 года и Паралимпийских игр.

## Общественная деятельность

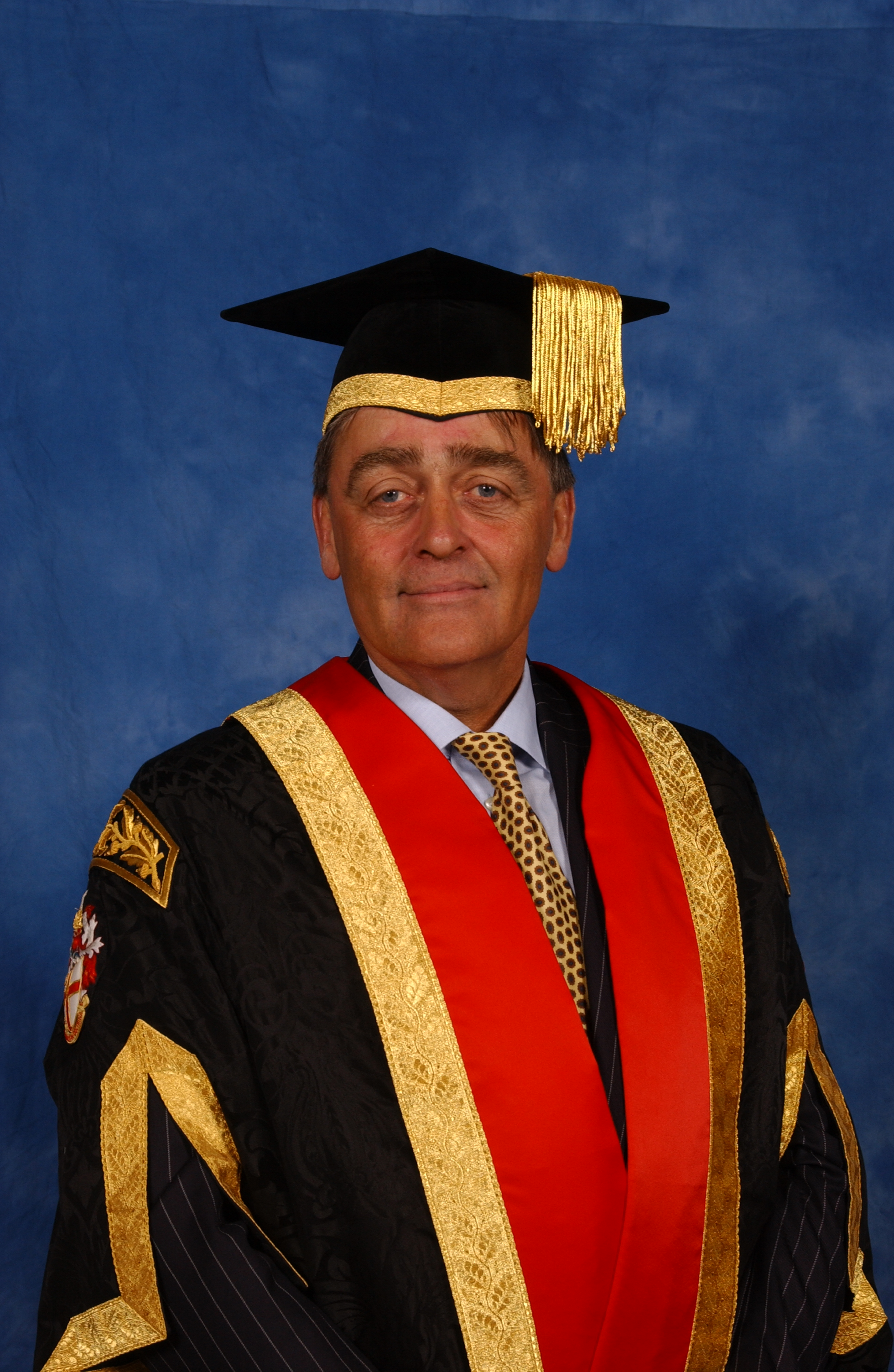
Его Светлость 6-й герцог Вестминстерский, канцлер Фонда Честерского университета 2005—2016

- Президент Scope (ранее — Spastics Society), 1982—2005[7]
- Президент Национального Фонда Исследований Почек, 1985—1997[7]
- Президент Королевского Национального института слепых, 1986—2012[7]
- Президент зоологического общества Северной Англии с 1987 года до самой смерти[7]
- Президент Фонда борьбы с наркотиками и алкоголем, 1987—1997[7]
- Вице-президент Королевского общества Святого Георгияс 1987 года до самой смерти[7]
- Президент Голштинское общество Великобритании и Ирландии (ранее — Британское голштинское общество), 1988 г.
- Пожизненный вице-президент Национального общества по предупреждению жестокого обращения с детьми, 1988 год до самой смерти
- Президент Честерского и окружного скаутского совета с 1979 года до самой смерти[29]
- Президент Аббейфилдского Общества, 1989—1995[7]
- Президент Института наук об окружающей среде, 1989—2013
- Директор Бизнеса в сообществе (BITC), 1991—1995
- Пожизненный губернатор Королевского сельскохозяйственного общества Англии[7]
- Член комитета североамериканской консультативной группы Британского Совета по внешней торговле, 1994[7]
- Член комитета больницы Наффилда, с 1995 года до самой смерти[7]
- Вице-президент Ассоциации сельских землевладельцев с 1999 года до самой смерти[7]
- Президент Центра Образования Жизни (Профилактика Наркомании), 2000—2012[7]
- Вице-президент Королевского Смитфилдского клуба с 2004 года до самой смерти[7]
- Канцлер фонда Честерского университета с 2005 года до самой смерти.

## Личная жизнь

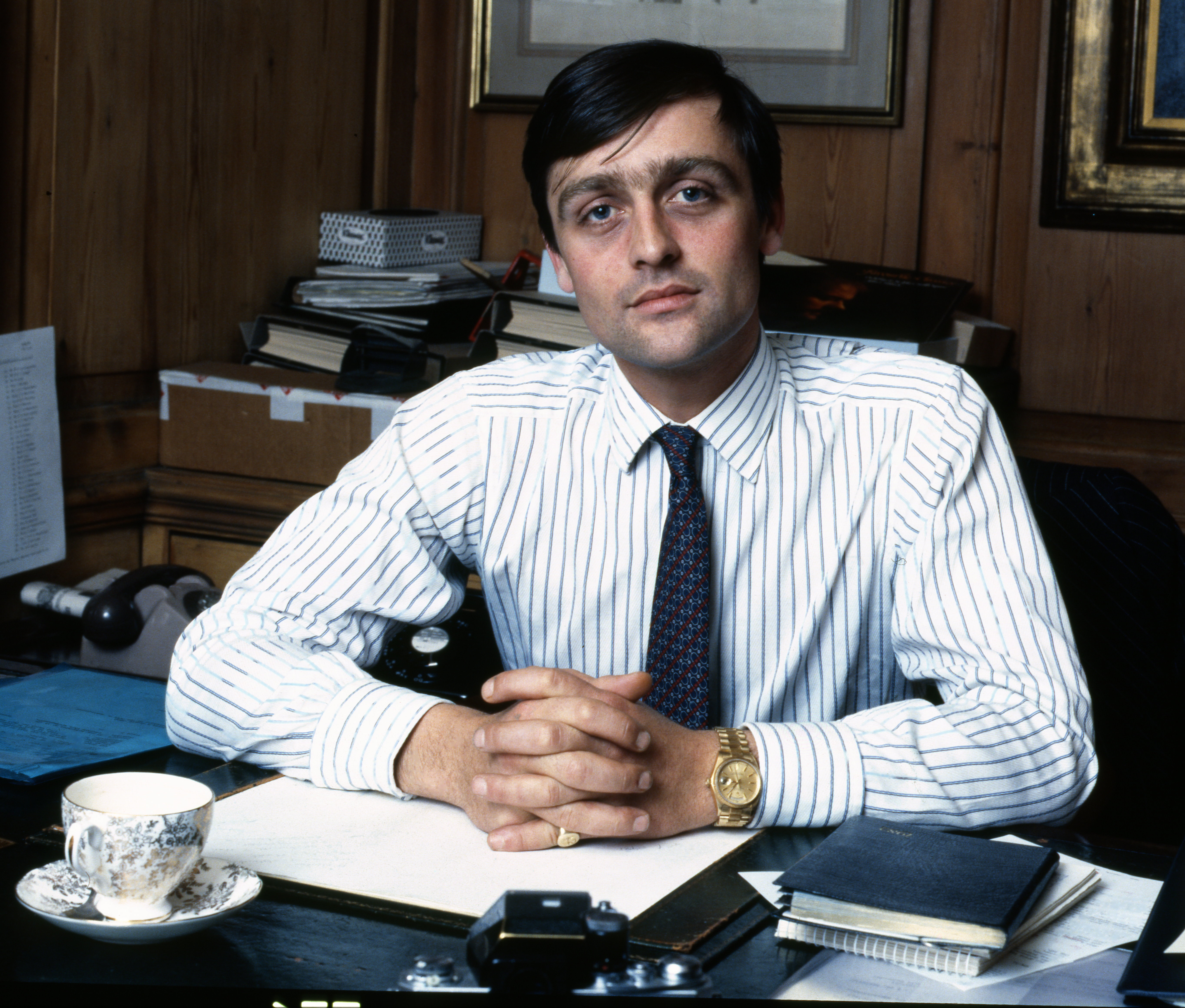
Герцог Вестминстер за письменным столом, 1988 год

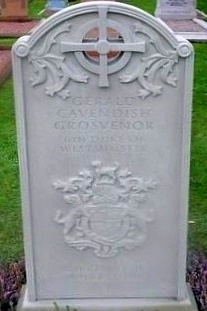
Могила 6-го герцога Вестминстерского

7 октября 1978 года герцог Вестминстер женился на Наталье Айше Филлипс (род. 8 мая 1959), дочери подполковника Гарольда Педро Джозефа Филлипса (1909—1980) и его жены Джорджины Вернер (1919—2011). Его жена — потомок русского поэта Александра Сергеевича Пушкина и, следовательно, его африканского предка Абрама Ганнибала, а также короля Великобритании Георга II. Их дети:
- Леди Тамара Кэтрин Гровенор (род. 20 декабря 1979 года) вышла замуж за Эдварда ван Катсема (сына Хью ван Катсема) 6 ноября 2004 года[30]:
  - Джейк Луис Ганнибал ван Катсем (род. 21 мая 2009)
  - Луис Хью Люпус ван Катсем (род. 17 апреля 2012)
  - Исла ван Катсем (род. декабрь 2015)
- Леди Эдвина Луиза Гровенор (род. 4 ноября 1981), крестница Дианы, принцессы Уэльской. Она является тюремным реформатором и филантропом, соучредителем ресторанов Clink[31]. Она вышла замуж за Дэна Сноу 27 ноября 2010 года[32]. У них трое детей:
  - Зия Сноу (род. 13 октября 2011)
  - Вольф Роберт Сноу (род. 9 сентября 2014)
  - Орла Сноу (род. декабрь 2015)
- Хью Гровенор, 7-й герцог Вестминстер (род. 29 января 1991), один из семи крестных родителей принца Джорджа Кембриджского[33].
- Леди Виола Джорджина Гровенор (род. 12 октября 1992).

В 1998 году герцог Вестминстер перенес нервный срыв и депрессию, сославшись на непреодолимое давление деловой и общественной жизни. Его депрессия усилилась после сообщений в газетах о том, что он пользовался услугами проституток.

## Смерть
64-летний герцог Вестминстер скончался 9 августа 2016 года в Королевской больнице Престон в Престон, Ланкашир, после перенесенного сердечного приступа в своем Эббистед-хаусе. На его похоронах 12 августа присутствовали близкие родственники, а панихида состоялась в Честерском кафедральном соборе 28 ноября. Он похоронен на семейном участке у церкви Святой Марии, Экклстон.
То, что семья Гровенор платила очень мало, если вообще не платила, налог на наследство на его состояние в размере 9 миллиардов фунтов стерлингов, привело к призывам пересмотреть порядок наследования трастовых фондов и аналогичных активов в Великобритании.

## Почетные награды и звания

### Ордена
- 20 февраля 1979 года — Баронет, 15-й баронет из Итона
- 13 января 1987 года — Командор ордена Святого Иоанна (CStJ)[41]
- 11 ноября 1991 года — Рыцарь ордена Святого Иоанна (KStJ)[42]
- 30 декабря 1994 года — Офицер ордена Британской империи (OBE)[43]
- 23 апреля 2003 года — Рыцарь ордена Подвязки (KG)[44]
- 14 июня 2008 года — Компаньон ордена Бани (CB)[45]
- 16 июня 2012 года — Командор Королевского Викторианского ордена (КВО)[46]

### Территориальные награды
- 1994 год — Территориальное оформление (TD)
- 2004 год — Canadian Forces Decoration (CD)

### Медали
- 6 февраля 1977 года — Памятная медаль Серебряного юбилея королевы Елизаветы II
- 6 февраля 2002 года — Памятная медаль Золотого юбилея королевы Елизаветы II
- 6 февраля 2012 года — Памятная медаль Бриллиантового юбилея королевы Елизаветы II
- 29 мая 2012 года — Медаль службы добровольческих резервов (VR)

### Иностранные династические ордена
- 1995 года — рыцарь Большого креста ордена Святого Лазаря
- 2006 года — рыцарь Большого креста Королевского ордена Франциска I

### Почетные военные назначения
- Почетный полковник Собственного Её Величества йоменского полка
- Почетный полковник 7-го полка Корпуса армейской авиации (1 января 1996 — 9 августа 2016)
- Почетный полковник Собственного Её Величества йоменского полка (14 мая 2001 — апрель 2014)
- Главный полковник Королевского вестминстерского полка, Нью-Вестминстер, Британская Колумбия, Канада
- Почетный полковник йоменов Королевского бронетанкового корпус
- Почетный полковник Офицерского корпуса нортумбрийских университетов (30 ноября 1995 — 9 августа 2016)